# Moritz Kässmayer
Moritz Kässmayer (* 20. März 1831 in Wien; † 9. November 1884 ebenda) war ein österreichischer Violinist, Dirigent und Komponist.

## Leben
Kässmayer studierte von 1843 bis 1847 am Konservatorium der Gesellschaft der Musikfreunde in Wien. Dort war er Schüler von Simon Sechter, Gottfried von Preyer, Georg Hellmesberger  und Joseph Böhm. Ab 1856 war er Mitglied der Wiener Philharmoniker (1. Violine), später Dirigent der Ballettmusik an der Hofoper sowie ab 1873 Mitglied der Wiener Hofmusikkapelle.
Kässmayer verstarb im Alter von 53 Jahren nach kurzer Krankheit an Herzlähmung.
Kässmayer war Träger der kaiserl. österreichischen Medaille für Kunst und Kultur.

## Werke
Als Komponist galt Kässmayer als geschickt, originell und als ein hervorragender Humorist. Aufgrund ihrer oftmals parodistischen Züge wurden seine Werke zu Lebzeiten sehr geschätzt. Seine Symphonie in c-Moll wurde im gleichen Konzert uraufgeführt wie die Serenade Nr. 2 A-Dur op. 16 von Johannes Brahms. Über die Gegenüberstellung beider Werke in einem Konzert schrieb Eduard Hanslick: „Kein kleiner Erfolg ist es, dass Herrn Käßmeyer’s  Symphonie sich an solcher Stelle anständig behauptet hat. Sie gibt lautes Zeugnis für das würdige Streben, für die technische Gewandtheit des Verfassers. […] Herrn Kässmeyer’s natürliche Stimme tönt so unverkennbar in dem ruhig dahinfließenden, etwas weichen, aber edlen Gesang des Andante.“
Er komponierte Werke für jede Besetzung, doch überwiegen die instrumentale Kammermusik sowie begleitete und unbegleitete Chor- und Gesangswerke.
Werkauswahl:
- Streichquartett „O mein lieber Augustin“
- Streichquintett in A-Dur op. 8 (1859)
- Messe in B-Dur (1860)
- Symphonie in c-Moll (1863)
- Nocturne für großes Orchester in B-Dur (1868)
- Konzertouvertüre in f-Moll (1868)
- Das Landhaus in Meudon, komische Oper (Text von Salomon Hermann Mosenthal, 1869)
- Kleine Suite für kleines Orchester op. 38 (1884)
- Zwei Streiche von Max und Moritz in schöne und bekannte Musik gesetzt, Opus 7 (No 1 Erster Streich; No 2 Dritter Streich); Berlin, Schlesingersche Buch- und Musikalienhandlung, Rob. Lienau; Verlagsnummer 7553